# Hiệp hội Quốc tế các Trò chơi động
Hiệp hội Quốc tế các Trò chơi động, viết tắt là ISDG (International Society of Dynamic Games) là một tổ chức phi chính phủ, phi lợi nhuận quốc tế hoạt động trong lĩnh vực nghiên cứu phát triển các trò chơi động.
ISDG thành lập ngày 09 tháng 8 năm 1990 tại Helsinki, Phần Lan, tại "Hội nghị quốc tế lần thứ 4 về trò chơi năng động và ứng dụng", tổ chức tại trường Đại học Công nghệ Helsinki (Helsinki University of Technology)..
ISDG được một ban điều hành dưới sự chủ trì của chủ tịch. Chủ tịch đầu tiên của Hiệp hội là giáo sư Tamer Basar.

## Mục tiêu
Các mục tiêu của ISDG là:
- Quảng bá và thúc đẩy sự phát triển và ứng dụng của lý thuyết trò chơi động. Một trò chơi động, được định nghĩa như là một mô hình cho một tình huống ra quyết định, quá trình cạnh tranh hoặc xung đột liên quan đến một số tác nhân hoặc ra quyết định trong sự tương tác năng động.
- Phổ biến thông tin khoa học thông qua tất cả các dịch vụ hỗ trợ thuận tiện chấp nhận được. ISDG đạt được những mục tiêu này bằng cách tổ chức hoặc phối hợp tổ chức hội nghị chuyên đề, hội nghị, hội thảo và xuất bản tạp chí tiêu chuẩn cao cấp: International Game Theory Review (tại Singapore),[2] và Biên niên sử của trò chơi động (Annals of Dynamic Games).
- Thiết lập liên kết với cộng đồng khoa học quốc tế và đặc biệt là với các hiệp hội khác về lý thuyết trò chơi, tối ưu hóa, phân tích quyết định và hệ thống động.